# Jack Recknitz
Jack Recknitz (nacido como Hans-Joachim Recknitz ; 25 de mayo de 1931-13 de enero de 2013) fue un actor alemán y polaco. Estuvo asociado al Teatro Judío de Varsovia.

## Biografía
Nacido el 25 de mayo de 1931 en Baden-Baden en una familia de actores: Hans-Joachim Zinke y Katharina Recknitz. Temprano en su juventud comenzó a trabajar para la Radio de Leipzig como locutor y presentador de noticias, además de actuar en varios teatros de la República Democrática Alemana. En 1953 se graduó de Schauspielschule en Mannheim y aprobó sus exámenes de actor como estudiante.
Apareció en el escenario en Annaberg, Parchim, Bautzen y Karl-Marx-Stadt (actual Chemnitz). En 1965 se mudó a Polonia, donde apareció en más de 80 largometrajes, la mayoría en el papel de extranjero: alemanes, británicos o estadounidenses. 
Mientras estuvo en Polonia, a veces se le acreditaba como Jacek Recknitz. Entre 1966 y 1968 también trabajó en la Radio Polaca. Además de su trabajo cinematográfico, en 1967 se convirtió en miembro permanente del Teatro Judío de Varsovia, donde permaneció hasta 1980. Quizás su mayor éxito como actor fue el papel de "periodista extranjero" anónimo, basado en las experiencias de la vida real de Julien Bryan, en la película de 1978 Gdziekolwiek jesteś Panie Prezydencie (Dondequiera que esté, señor presidente) de Andrzej Trzos-Rastawiecki. Por este papel recibió el Premio Especial en el Festival de Cine Polaco de Gdynia.
Al final de su vida, regresó a Baden-Baden en Alemania, donde murió el 13 de enero de 2013.